# Gex (serie di videogiochi)
Gex è una serie di videogiochi platform sviluppati da Crystal Dynamics tra il 1995 e il 2000.
La serie narra le avventure di un geco antropomorfo chiamato Gex; egli è stato per anni la mascotte di Crystal Dynamics, tanto da apparire nel logo dell'azienda fino al 2000. I videogiochi sono largamente ispirati alla cultura televisiva nordamericana, con riferimenti e battute legate alla cultura pop.
La serie di Gex ha venduto un totale di quindici milioni di copie in tutto il mondo.

## Sinossi
Gex è un geco antropomorfo con la passione della televisione, che fa di lui un bersaglio facile per l'imperatore Rez; quest'ultimo è determinato ad attaccare il mondo della televisione.

## Videogiochi
- Gex (1995)
- Gex 2: Enter the Gecko (1998)
- Gex 3: Deep Cover Gecko (2000)

## Altri media
Nel 2000 è uscito un romanzo intitolato Gex, scritto da Michael Teitelbaum e ispirato alla trama del terzo capitolo.

## Eredità
Nel 2009 Sony Interactive Entertainment ha pubblicato una collezione di videogiochi della vecchia PlayStation, tra i quali figurano Gex 2 e Gex 3.
Nel 2014 Square Enix ha pubblicato il primo Gex su GOG.com.

## Futuro
Un quarto gioco della serie era in sviluppo per PlayStation 2 ma è stato cancellato, sono state diffuse solo le concept art relative al gioco.
Nel febbraio del 2015, Square Enix ha annunciato che avrebbe permesso agli sviluppatori di creare giochi basati su alcune delle vecchie proprietà intellettuali di Eidos Interactive tramite il progetto Square Enix Collective, inclusa la proprietà intellettuale di Gex.
Il 15 dicembre 2021, Square Enix ha depositato un nuovo marchio di Gex nell'Unione Europea.
Nel febbraio del 2022, Square Enix ha depositato un nuovo marchio di Gex in Giappone.
Il 2 aprile 2022 un prototipo non pubblicato per un videogioco del 2001 chiamato Gex Jr. per PlayStation è trapelato online.
Nel 2023 viene annunciata dalla Limited Run Games in collaborazione con la Square Enix, una remastered dei 3 capitoli in una trilogia che uscirà su PlayStation 5, PlayStation 4, Xbox Series, Nintendo Switch e Windows.